# Pentax Z-1p
Pentax «Z-1p» (В США известен под названием «PZ-1p») — малоформатный однообъективный зеркальный фотоаппарат с автофокусом, производившийся с 1994 по 2000 год в чёрном исполнении. Камера являлась несколько видоизмененной моделью «Z-1» и до 2001 года (до выпуска Pentax MZ-S) являлась флагманской моделью в семействе автофокусных 35-мм камер Pentax. Производитель ориентировал камеру для профессионального использования.
К достоинствам камеры можно отнести затвор с возможностью отработки очень коротких выдержек — до 1/8000 секунды и короткую выдержку синхронизации — 1/250 секунды и чёткий автофокус. Впоследствии вплоть до выхода в 2009 году цифровой зеркальной камеры Pentax K-7 затвора и автофокуса с такими характеристиками не было ни у одного зеркального фотоаппарата Pentax. Среди прочих достоинств стоит отметить еще несколько: уникальную возможность использования встроенной и внешней вспышек одновременно, гипер-режимы экспозиции (гипер-программный и гипер-ручной) — развитие широко известных режимов работы автоматики экспозамера. Фактически, один-единственный гипер-ручной режим заменяет собой все прочие.
К недостаткам камеры можно отнести невозможность подключения дополнительных батарей АА, хотя использование очень ёмких литиевых батарей (обеспечивавших съёмку порядка 80 плёнок от одного комплекта при плюсовой температуре без вспышки, со вспышкой 20 плёнок) частично решает эту проблему. Некоторые узлы и механизмы камеры достаточно хрупки: механизм подъема встроенной вспышки и крышка батарейного отсека. Также «родовой болезнью» этой модели является появляющаяся часто трещина на батарейном отсеке, хотя и не влияющая на функциональность. Многие особенности этой камеры унаследовала камера-преемник: Pentax MZ-S.
Совокупность недостатков и достоинств данной модели с одной стороны обуславливает низкую цену данной модели на вторичном рынке, с другой стороны — популярность данной модели среди фотографов, использующих систему зеркальных фотоаппаратов Pentax.

## Основные характеристики
- Режимы: Av (приоритета диафрагмы), Tv (приоритет выдержки), P (режим программной линии), HyM (гипер-ручной) и HyP (гипер-программный).
- Встроенный экспонометр.
- Репетир диафрагмы.
- Экспокоррекция ±4 EV с шагом — 1/2 EV или 1/3 EV.
- Отдельная экспокоррекция для вспышки.
- Блокировка экспозиции.
- Автоспуск — 2 или 12 сек или трёхкадровый (для брекетинга)[2].
- Электронный затвор из металлических ламелей с вертикальным ходом 30 — 1/8000 сек, В.
- Выдержка синхронизации 1/250 секунды.
- Питание 6 Вольт 2CR5. Дополнительная ручка для этой камеры не является батарейным отсеком, а служит лишь для увеличения корпуса.
- Моторная протяжка плёнки с возможностью серийной съёмки до 4 к/сек.
- 15 пользовательских функций (Pentax-функций) настройки параметров камеры.
- Обратная перемотка плёнки (полная или с оставлением 1-го кадра, устанавливается пользовательской функцией № 11[3]). Функция может срабатывать автоматически при окончании плёнки или вызываться вручную (устанавливается пользовательской функцией № 12[3]).
- Отображение выдержки и положения диафрагмы в видоискателе.
- ЖКИ-дисплей над видоискателем.
- Функция PowerZoom поддерживается полностью.
- Предподъём зеркала (за 2 секунды до спуска).
- Возможность съёмки панорам.
- Сменные фокусировочные экраны.

## Совместимость
В отличие от более позднего SLR-флагмана фирмы — MZ-S, данная модель поддерживает управление диафрагмой объективов, которые не имеют кольца диафрагм. В остальном Z-1p может работать с любыми объективами Pentax. Необходимо учесть лишь несколько нюансов:
- существуют объективы рассчитанные для использования с APS-C-камерами. Такие объективы дадут сильнейшее виньетирование;
- с объективами оснащёнными креплением KAF3 и KF не будет работать автофокус. Подтверждение фокусировки работать будет.